# جاراساندا
جاراساندا (Jarāsandha)  (زبان سانسکریت): जरासन्ध, پادشاهی است که در تاریخ هندو نشان داده شده است. او پادشاه قدرتمند پادشاهی ماگادا و یک آنتاگونیست کوچک در مهاباراتا است. او پسر پادشاه برهادراتا، بنیان‌گذار سلسله برهادراتا ماگادا است. بر اساس افسانه‌های رایج، فرزندان بریهادراتا ۲۶۰۰ سال بر پادشاهی ماگادا و سپس دودمان پرادیوتا و سلسله هاریانکا حکومت کردند. از او در مهاباراتا و وایو پورانا یاد شده است.

## ریشه‌شناسی
کلمه «جاراساندا» به صورت ترکیبی از دو کلمه «جارا» (जरा) و «سانده» (सन्ध) «پیوستن» توضیح داده شده است. منظور از «جراسندها» «کسی است که جرا به او ملحق شده».